# Shutlan Axwijk
Shutlan Axwijk (Willemstad, 13 mei 1986) is een Nederlandse voormalig voetballer van Curaçaose afkomst. Hij maakte zijn debuut in het profvoetbal voor FC Groningen tijdens de met 5-0 verloren wedstrijd tegen PSV. Hij speelde ook voor SC Cambuur en BV Veendam. In 2008 verliet hij het betaalde voetbal en ging verder als amateur. Axwijk was Nederlands jeugdinternational.